# Соколино (Смоленская область)
Соколино — деревня в Сычёвском районе Смоленской области России. Входит в состав Субботниковского сельского поселения. Население — 213 жителей (2007 год).
Расположена в северо-восточной части области в 7 км к востоку от Сычёвки, в 5 км восточнее автодороги Р134 «Старая Смоленская дорога» Смоленск — Дорогобуж — Вязьма — Зубцов, на берегу реки Вазуза. В 8 км западнее деревни расположена железнодорожная станция Сычёвка на линии Вязьма — Ржев.

## Достопримечательности
В 1847 году в селе была построена каменная Богоявленская церковь. Строительство началось стараниями и на средства владелицы села Настасьи Михайловны Олонкиной, а заканчивал его её внук и владелец села гвардии штабс-ротмистр Иван Яковлевич Демьянов (строителем храма был сычевский купец 2-й гильдии Семен Парфенович Паршенков). Храм был построен в стиле позднего классицизма с присущей чёткостью и геометризмом форм. К кубическому храму примыкают увенчанные фронтонами шестиколонные тосканские портики, а с запада двухъярусная колокольня. До настоящего времени в сводах храма сохранилась масляная живопись второй половины XIX века. В алтаре живопись воспроизводит «Тайную вечерю» Леонарда да Винчи. В церкви были устроены 2 придела — во имя Николая Чудотворца и во имя Сергия Радонежского. В августе 2012 года устроен и освящен придел во имя Иоанна Кронштадтского.
1863-1886 г.г. настоятелем этого храма был священник Максим Георгиевич Соколов. 1891-1941 г.г. в соколинском храме служил священник Николай Сергеевич Назаревский, который с 1903г и до 9 июля 1915 года находился в должности Сычёвского уездного благочинного, который с 1907 и по 1914 года был бессменным Председателем Съездов духовенства и церковных старост Смоленской епархии.

## История
Впервые село упоминается под названием Никольский погост Соколино тож с 1716 года, когда в нём была построена кладбищенская деревянная церковь во имя св. Николая Чудотворца. В первой половине 18 века при владельце села Василии Григорьевиче Нарышкине село уже называлось Никольское Соклино тож. В начале 19 века при владельце села Иване Малафеевиче Олонкине село называлось Николо-Устье Соколино тож. В первой половине 19 века при владельце села Иване Яковлевиче Демьянове село называлось Устье-Соколино, и в нём построена вторая церковь — домовая кирпичная церковь помещика Демьянова, освящённая во имя Рождества Пресвятой Богородицы (после революции здание было отдано под электроподстанцию и прекратило своё существование 1980-х годах). В 1886 году на средства прихожан перестроена Никольская кладбищенская церковь, освящена во имя св. князя Александра Невского (в начале 1950-х годов разобрана, из неё в селе была построена 2-этажная школа). Только с начала 20 века село стало называться Соколино. В годы Великой Отечественной войны село было оккупировано гитлеровскими войсками 10.10.1941 года, освобождено 07.03.1943 года частями 601-го стрелкового полка 82-й стрелковой дивизии Западного фронта.